# Glucuronosiltransferasi
La glucuronosiltransferasi è un enzima appartenente alla classe delle transferasi, che catalizza la seguente reazione:
UDP-glucuronato + accettore ⇄ UDP + accettore β-D-glucuronoside
Questo nome indica una famiglia di enzimi che attaccano un ampio raggio di substrati, tra cui fenoli, alcoli, ammine ed acidi grassi. Alcune delle attività catalizzate erano state precedentemente indicate separatamente come numero EC 2.4.1.42, numero EC 2.4.1.59, numero EC 2.4.1.61, numero EC 2.4.1.76, numero EC 2.4.1.77, numero EC 2.4.1.84, numero EC 2.4.1.107 ed numero EC 2.4.1.108. Una temporanea nomenclatura per le varie forme, è suggerita in Ref. 1.